# Lologolu
Lologolu is een bestuurslaag in het regentschap Nias Barat van de provincie Noord-Sumatra, Indonesië. Lologolu telt 1780 inwoners (volkstelling 2010).